# 三吉町 (桐生市)
三吉町（みよしちょう）は、群馬県桐生市の町名である。一丁目から二丁目が設置されている。郵便番号は376-0005。

## 地理
桐生市の中部に位置する。新宿・小梅町・琴平町とともに桐生市第四区に属する。東北部は新宿に、東南部は小梅町に、西南部は渡良瀬川を境として広沢町に、西北部は錦町にそれぞれ接する。
中通りと美原通りが通じている。渡良瀬川に架かる中通り大橋によって広沢町の国道122号・国道50号方面と結ばれる。渡良瀬川の堤防上に群馬県道・栃木県道402号桐生足利藤岡自転車道線が通じている。

## 歴史
かつての新宿村の一部にあたる。1889年（明治22年）の町村制施行により、桐生新町、新宿村、安楽土村、下久方村、上久方村平井が合併して桐生町が発足、新宿村は桐生町の大字の一つとなる。1921年（大正10年）の市制施行を経て、1929年（昭和4年）に大字が廃止され現在の町名である「三吉町」となった。

## 世帯数と人口
2022年（令和4年）1月31日現在の世帯数と人口は以下の通りである。
| 丁目         | 世帯数  | 人口  |
| ------------ | ------- | ----- |
| 三吉町一丁目 | 107世帯 | 231人 |
| 三吉町二丁目 | 179世帯 | 386人 |
| 計           | 286世帯 | 617人 |

## 小・中学校の学区
市立小・中学校に通う場合、学区は以下の通りとなる。
| 丁目         | 番地 | 小学校           | 中学校             |
| ------------ | ---- | ---------------- | ------------------ |
| 三吉町一丁目 | 全域 | 桐生市立南小学校 | 桐生市立中央中学校 |
| 三吉町二丁目 | 全域 | 桐生市立南小学校 | 桐生市立中央中学校 |

## 交通

### 鉄道
町内に鉄道駅はない。

### 道路
町内に国道・県道は通っていない。

## 施設
- さくら遊園
- 三吉町一丁目公園
- 三吉町二丁目公園

## 避難所
町内に桐生市から指定された指定緊急避難場所、指定避難所はない。